# Дезире Клари
Бернардин Йожени Дезире Клари (на френски: Bernardine Eugénie Désirée Clary) е кралица на Швеция и Норвегия – съпруга на шведския крал Карл XIV Йохан. Французойка с буржоазен произход, Дезире Клари първоначално е била сгодена за Наполеон Бонапарт, но в крайна сметка се омъжва за неговия генерал Жан Батист Бернадот, който по-късно става крал на Швеция под името Карл XIV Йохан. В Швеция Дезире официално променя името си с латинския му вариант Дезидерия, но въпреки това продължава да използва френското си име до края на живота си. Никога не успява да се приспособи към живота в студената Швеция, поради което през повечето време живее в Париж.

## Семейство и произход
Дезире Клари е родена на 8 ноември 1777 г. в Марсилия, Франция. Дъщеря е на Франсоа Клари и втората му съпруга Франсоас Розе Соми. Бащата на Дезире е богат търговец на коприна – притежател на копринена манифактура, който преди да се ожени за майката на Дезире, е бил женен за Габриел Фрехон, от която няма деца. Дезире има една сестра и един брат. Сестра ѝ Жули Клари се омъжва за Жозеф Бонапарт – брат на Наполеон Бонапарт, и по време на Наполеоновите войни става кралица на Неапол и Испания. Братът на Дезире Никола̀ по-късно е обявен за граф, а дъщеря му се омъжва за сина на френския генерал Луи Бертие.
Първоначално родителите на Дезире я изпращат да получи образование в манастир, което в предреволюционна Франция е характерно за момичетата от висшето общество. Но по време на Революцията манастирите са закрити и Дезире се връща при родителите си, поради което по-късно образованието ѝ често се определя като повърхностно.
Дезире израства силно привързана към семейството си. През 1794 г. умира баща ѝ, а революционните власти арестуват брат ѝ, който според слуховете е освободен след застъпничеството на Жозеф Бонапарт, който по този повод е представен на семейството и по-късно се жени за сестрата на Дезире. От друга страна, Дезире е представена на Наполеон Бонапарт и на 21 април 1795 г. двамата се сгодяват. През 1796 обаче годежът им е развален и Наполеон се жени за Жозефин дьо Боарне.
В периода 1795 – 1797 г. Дезире живее с майка си в Генуа, но през 1797 се премества да живее при сестра си в Рим, където Жозеф Бонапарт е назначен за посланик. По това време на Дезире ѝ предстои да се омъжи за френския генерал Леонар Дюфо, но той е убит през декември 1797 по време на въстание в Рим, избухнало в навечерието на сватбата им.

## Мадам Бернадот
След като се завръща във Франция, Дезире се запознава с френския генерал Жан Батист Жул Бернадот. Двамата се женят в Со на 17 август 1798 г. В предбрачния договор на Дезире е гарантирана икономическа независимост от съпруга ѝ. През 1799 г. се ражда и единственото им дете – Оскар, бъдещ крал на Швеция и Норвегия. След това Дезире и съпругът ѝ започват да водят самостоятелен живот, живеейки разделени почти през цялото време.
Съпругът на Дезире е един от водещите генерали в Наполеоновата войска и обикновено отсъства от Париж. През това време Дезире остава в столицата, където поддържа добри отношения с императорското семейство, в това число и с Жозефин, и отказва да вземе страна в постоянните конфликти между братята на Наполеон и съпругата му. Тя дори взема участие в коронацията на Наполеон и Жозефин през 1804 г.
В Париж Дезире води добър и удобен социален живот по време на отсъствието на съпруга си. Обикновено обаче тя предпочита живота в неформална семейна среда пред този в императорския двор. През 1804 Дезире и синът ѝ се преместват в Хамбург, където съпругът ѝ е назначен за губернатор на Хановерското курфюрство, но през 1805 г. тя отново се завръща в Париж. Оказва се, че Дезире се чувства нещастна, когато трябва да живее извън френската столица. Когато през 1806 г. Жан Батист е обявен за принц на Понтекорво, Дезире посреща новината с тревогата, че отново ще бъде принудена да напусне Париж, но с облекчение научава от съпруга си, че това няма да е необходимо. През 1807 г. тя посещава генерал Бернадот в германския град Спандау.
Дезире не се интересува от политика, но добрите ѝ отношения със семейство Бонапарт я превръщат в политическа марионетка в ръцете на императора и съпруга ѝ, които я използват, за да си оказват влияние един над друг, и често комуникират чрез нея.

## Кронпринцеса на Швеция
През 1810 г. Бернадот е избран за наследник на шведската корона, а Дезире изпада в дълбока депресия, научавайки, че като съпруга на престолонаследника на Швеция от нея се очаква да напусне Париж. В Швеция Дезире Клари стъпва за първи път още през същата година, но така и не успява да се приспособи към строгия етикет в двора. Там тя се сблъсква с недоброто отношение на придворните и особено на кралицата, която я смята за разглезена и непристойна, но за сметка на това Дезире се радва на добри отношения с кралицата-майка. Освен това френският антураж на кронпринцесата я прави изключително непопулярна сред шведите. Климатът в шведската столица също не понася на Дезире, която мрази снега и студа.
През 1811 г. Дезире напуска Стокхолм инкогнито като графиня Готланд и отново се връща в Париж, където остава да живее през следващите дванадесет години, разделена от съпруга си и сина си. Самата тя често повтаря, че била третирана от шведската аристокрация като жена, направена от лед. „Не ми говорете за Стокхолм, настивам само като чуя това име“, често пъти повтаря Дезире на приятелите си. Във френската столица Дезире живее инкогнито, за да избегне политическите конфронтации по време на трудния период, в който Швеция е във война с Франция. Въпреки това домът ѝ на булевард „Д'Анжу“ се намира под постоянно наблюдение от тайната полиция, която проверява и кореспонденцията ѝ. След победата над Наполеон през 1814 г. домът на Дезире в Париж става убежище за сестра ѝ Жули. По това време тя отново се среща със съпруга си в Париж, но не се завръща с него в Стокхолм. Във френската столица Дезире е осмивана като парвеню от двора на Луи XVIII, но самата тя превръща дома си в собствен двор, където дава приеми. През 1816 г. Дезире прави планове да се върне в Швеция, но желанието ѝ да вземе със себе си и сестра си Жули, която е била член на семейство Бонапарт, среща неодобрението на Жан Батист, който се страхува, че присъствието на балдъзата му в Швеция би било изтълкувано като подкрепа за Наполеон. Това проваля връщането на Дезире в Стокхолм. Жан Батист обаче изпраща граф Монтришар в дома на Дезире, за да му донася за всичко, което тя върши.

## Кралица на Швеция
През 1818 г. съпругът на Дезире официално става крал на Швеция, но Дезире остава да живее в Париж, официално заради здравословни причини, които стават обект на коментари в пресата и сред приятелите ѝ. В Швеция съпругът ѝ започва връзка с една благородничка – Мариана Коскул. Въпреки че продължава да използва титлата графиня, всеки четвъртък и всяка неделя тя приема посещения официално като кралица на Швеция. През това време Дезире се влюбва във френския пръв министър – херцог Дьо Ришельо, когото придружава по време на пътуванията му до смъртта му през 1822 г.През същата година тя се среща със сина си в Аахен.
През 1823 г. Дезире се завръща в Швеция заедно с бъдещата си снаха – Жозефин Льойхтенбергска. Първоначално визитата е трябвало да бъде кратка. На 21 август 1829 г. Дезире е коронована за кралица на Швеция, след като сама настоява за това. Тя дори настоява и за втора коронация в Норвегия, но желанието ѝ е отхвърлено, поради отрицателното отношение на норвежците към католическата ѝ вяра. Самата Дезире не е религиозна, но е принудена да посещава месите по настояване на снаха ѝ. Оказва се, че Дезире е първата шведска кралица с обикновен произход след Карин Монсдотер (1588 г.). Тридесетте години на века са времето, в което Дезире полага най-големи усилия, за да се впише в ролята си на шведска кралица, която никога не е желала да играе. Това време често се описва като време на балове и празненства, каквито не е имало в шведския двор след царуването на Густав III. Скоро обаче Дезире отново пожелава да се върне във Франция, но среща категоричния отказ на съпруга си.
В Швеция Дезире прекарва зимите в двореца Розенберг и често посещава шведските спа центрове като Рамльоза. Няколко пъти кралицата посещава и Норвегия, първия път от които е през 1825 г. В същото време тя изненадва двора със свободното си поведение: всяка сутрин, например, тя посещава по нощница покоите на съпруга си и поставя в неудобно положение членовете на кралския съвет, които той обикновено приема сутрин в покоите си.
След смъртта на съпруга ѝ през 1844 г. Дезире отново пожелава да напусне страната, но този път я възпира страхът ѝ от плаване с кораб. По това време, вече като кралицата-майка, Дезире Клари става и изключително ексцентрична – ляга си сутринта, става и закусва вечер, разхожда се през нощта, обикаля с фенер и оглася коридорите на спящия дворец нощем; прави неочаквани визити, прибира деца от улицата и ги черпи с лакомства. Умира на 17 декември 1860 г. в Стокхолм.